# Metaphorocera maracasi
Metaphorocera maracasi là một loài ruồi trong họ Tachinidae.